# Polla carnipennis
Polla carnipennis är en fjärilsart som beskrevs av Paul Dognin 1911. Polla carnipennis ingår i släktet Polla och familjen mätare. Inga underarter finns listade i Catalogue of Life.